# Powiedz mi (album)
Powiedz mi – trzeci studyjny album zespołu Chanel.
Do utworu "Mój los" został nakręcony teledysk. W piosenkach "Natasza" i "Karnawał" gościnie wzięła udział wokalistka zespołu Duo Night, Magdalena Woźniak. Kaseta została wydana STD z licencją Blue Star.

## Lista utworów (kaseta)

### Strona A
1. "Powiedz mi" (3:15)
2. "Mój los" (4:45)
3. "Piaskowy romans" (3:00)
4. "Maleńka" (3:25)
5. "Majka" (4:10)

### Strona B
1. "Kapliczka" (3:30)
2. "Przy ognisku" (3:50)
3. "Szare dni" (4:15)
4. "Natasza" (3:05)
5. "Karnawał" (4:40)

## Twórcy
- Bogusław Rosłon – śpiew, instrumenty klawiszowe
- Sylwester Wasilewski – gitara basowa, instrumenty klawiszowe
- Jarosław Gędziarski – perkusja, instrumenty klawiszowe
- Magdalena Woźniak – gościnnie śpiew